# Ромеров, Иван Феофилович
Иван Феофилович Ромеров (1887—1920) — русский офицер, герой Первой мировой войны. Участник Белого движения на Востоке России, генерал-майор.

## Биография
Из мещан. Общее образование получил в Лодзинской гимназии, однако курса не окончил.
В 1908 году окончил Казанское пехотное юнкерское училище, откуда выпущен был подпоручиком в 40-й пехотный Колыванский полк. Произведен в поручики 15 декабря 1911 года.
С началом Первой мировой войны, 6 февраля 1915 года переведен в 244-й пехотный Красноставский полк. Удостоен ордена Св. Георгия 4-й степени
За то, что в ночь с 24 на 25 февраля 1915 года, будучи накануне раненым в бок и оставшись в строю, командуя батальоном, вызвался с двумя ротами атаковать противника, захватившего днем наш окоп на высоте 507, составлявший важный тактический ключ всей позиции; после упорного штыкового боя выбил противника, захватил окоп и закрепил его за нами, взяв пленными около ста человек.
Произведен в штабс-капитаны 31 декабря 1915 года «за выслугу лет», в капитаны — 22 августа 1916 года. В 1917 году успешно окончил 2½-месячные подготовительные курсы Николаевской военной академии, а в 1918 году — старший класс 3-й очереди военной академии.
В Гражданскую войну участвовал в Белом движении на Восточном фронте. На 24 февраля 1919 года — в штабе 1-го Волжского армейского корпуса. Был произведен в подполковники, а 26 июля 1919 года — в полковники. На 1 августа 1919 года — командир 3-го Ставропольского стрелкового полка. 12 сентября 1919 года произведен в генерал-майоры и назначен начальником 13-й Казанской стрелковой дивизии. Был одним из ближайших помощников генерала Каппеля. В конце 1919 года действовал против партизан в Енисейской губернии, был начальником Енисейской флотилии, в декабре 1919 года — в 3-й армии. Тогда же был взят в плен красными, а в январе 1920 года — расстрелян в Томске (по другим данным, сварен в асфальте).

## Награды
- Орден Святого Станислава 3-й ст. (ВП 13.05.1914)
- Орден Святого Владимира 4-й ст. с мечами и бантом (ВП 12.02.1915)
- Орден Святой Анны 3-й ст. с мечами и бантом (ВП 21.09.1915)
- Орден Святой Анны 4-й ст. с надписью «за храбрость» (ВП 19.10.1915)
- Орден Святого Георгия 4-й ст. (ВП 20.11.1915)
- Орден Святого Станислава 2-й ст. с мечами (ВП 9.01.1917)